# Villard-Sallet
Villard-Sallet település Franciaországban, Savoie megyében. Lakosainak száma 297 fő (2022. január 1.). Villard-Sallet La Croix-de-la-Rochette, Rotherens, Saint-Pierre-de-Soucy, La Table, La Trinité és Villard-Léger községekkel határos.

## Népesség
A település népessége az elmúlt években az alábbi módon változott:
| Lakosok száma | 278  | 289  | 298  | 290  | 290  | 290  | 288  | 287  | 297  |
|               | 2013 | 2015 | 2016 | 2017 | 2018 | 2019 | 2020 | 2021 | 2022 |